# Henrik Ibsen

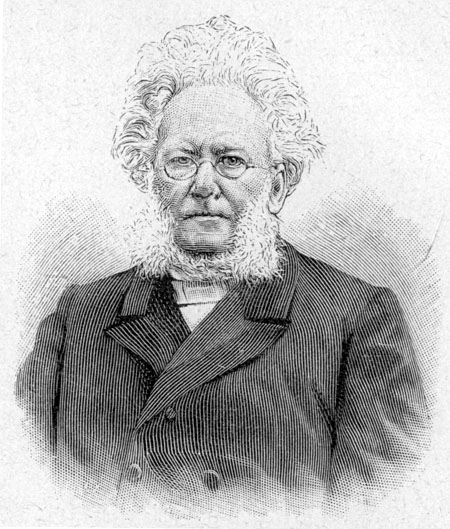
Henrik Ibsen

Henrik Ibsen (Skien, Noruega, 20 de març de 1828 - Kristiania, actualment Oslo, 23 de maig de 1906) fou un dramaturg noruec.
Les seves obres primerenques varen estar generalment inspirades en la tradició escandinava i tenien un to romàntic. Després de dirigir durant alguns anys un teatre a Christiania (1857 - 1862) va obtenir una pensió de l'estat noruec que li va permetre viatjar i instal·lar-se a Roma i, més endavant, a Dresden i a Múnic (no tornaria definitivament a Noruega fins al 1891). En aquest període fou quan va escriure dues de les seves obres més notables: Brand (1866) i Peer Gynt (1867), dos poemes dramàtics en els quals va començar a donar mostres del seu acurat estil de reconstrucció del passat i dels trets psicològics dels seus personatges. En les seves següents obres, va trencar amb l'estil romàntic i va conrear històries realistes de caràcter social, com ara Els pilars de la societat (1876) o Casa de nines (1879). La seva obra va centrar-se cada vegada més en l'individu i les relacions personals, amb força trets autobiogràfics, com en L'ànec salvatge (1884).
Després de publicar Quan despertem entre els morts, l'any 1899, Henrik Ibsen no va escriure cap altra obra. La peça compendiava els grans temes de la literatura ibseniana (les dualitats entre vida i mort, cos i esperit, l'individu i la multitud...), sempre en tensió amb la societat burgesa escandinava, marcada pel conflicte entre el poder i la moralitat. Quan despertem entre els morts suposa un dels punts culminants de la dramatúrgia d'Ibsen i influeix clarament l'art (i el pensament) escandinau posterior.
Henrik Ibsen va ser el gran dramaturg del seu temps i l'iniciador del teatre modern (especialment del drama) i va influir d'una manera molt especial en autors com George Bernard Shaw i Luigi Pirandello.

## Biografia

### Infància
Fill de Marichen Ibsen (de soltera Altenburg) i Knud Ibsen, Henrik Johan Ibsen va néixer en una casa que la fallida del negoci del seu pare, després de desafortunades especulacions, el 1836, va desunir ràpidament. Tota la família es va traslladar a Gjerpen, on Henrik Ibsen va fer la seva confirmació el 1843.
El seu pare va patir l'alcoholisme després que s'hagués de vendre la finca familiar, mentre que la seva mare es va dedicar al misticisme protestant. Aleshores i fins al 1945, l'Església luterana era l'única autoritzada a Noruega, els catòlics havien estat expulsats i els seus béns confiscats des del 1683. Aquesta autoritat única i marcada per la intransigència moral va deixar una empremta duradora en el jove Ibsen; diverses peces se'n fan ressò, inclosa Casa de nines.
Va deixar la casa familiar el mateix any per establir-se a Grimstad: entre 1844 i 1850, va treballar com a aprenent de farmàcia amb Jens Aarup Reimann, mentre continuava els seus estudis per a ser metge. Orientació que després abandona.

### Primers escrits
Els fets revolucionaris de 1848 el van portar, l'any següent, a escriure la seva primera obra, Catiline. Va ser publicat a costa de l'autor, l'any 1850, amb 250 exemplars, sota el pseudònim de Brynjolf Bjarme, per Ole Carelius Schulerud. Aquest amic de Henrik li dedica una suma de diners heretada, després de la negativa del manuscrit per part del Teatre Christiana. L'obra es representarà per primera vegada l'any 1881 a Estocolm.
En el moment d'aquesta primera publicació, Henrik Ibsen encara treballava com a aprenent de tècnic de farmàcia, estudiant i escrivint de nit, prenent classes particulars de llatí i participa en la redacció de la revista de l'Associació d'Estudiants i del setmanari literari i Andhrimner satíric. L'1 d'abril de 1850, va anar a Christiana (ara Oslo) per cursar el batxillerat i entrar a la universitat.
Aquest mateix any, va escriure una segona obra en un acte, El túmul dels guerrers, que va ser acceptada pel Teatre Christiana el 26 de setembre de 1850. Així es va representar per primera vegada una obra d'Henrik Ibsen (encara sota el pseudònim de Brunjolf Bjarme), davant d'un públic de 557 espectadors. La recepció és mixta. El 1851, va publicar Norma i es va interessar per la política, especialment pel sindicalisme i pel moviment socialista de Marcus Thrane .

### 1852-1857 - Bergen
El mateix any, el violinista Ole Bull, fundador del Norske Theatre de Bergen, li va demanar que n'esdevingués el director artístic. Henrik Ibsen accepta aquest càrrec i s'instal·la a Bergen. També va fer un viatge d'estudis a Copenhaguen, després a Dresden, per familiaritzar-se amb les tècniques del teatre.
Entre 1852 i 1857, Ibsen va col·laborar amb el National Theatre de Bergen, per al qual va escriure i dirigir. Les seves pròpies actuacions no van tenir un gran èxit allà, però, fins a la presentació de Solhaug's Banquet, una obra influenciada pel folklore popular noruec, el 1856. Durant els seus sis anys a Bergen, Ibsen gairebé no es va fer notar. Separat de la seva família, rebutjant la religió dominant, navegant per la vora de la pobresa, Ibsen és retratat per tots els que el van conèixer aleshores com un solitari i taciturn. A més, les obres que escriu no tenen gaire èxit: l'estil èpic no és seu. La seva quarta obra, tanmateix, aconsegueix un cert ressò, que li permet freqüentar cercles més influents. Va ser entre ells on Ibsen va conèixer a Suzannah Thorensen, que es convertiria en la seva dona el 1858 i l'acompanyaria fins al final de la seva vida, el 1906.

### 1857-1864 - Christiania
El 1857, va tornar a la capital noruega Christiana per assumir la direcció del Teatre Nacional, el Teatre Christiana. Es va casar, l'any següent, amb Suzannah Thorensen (1836-1914), amb qui va tenir un fill, Sigurd, nascut el 23 de desembre de 1859. El seu únic fill es convertiria en primer ministre noruec entre 1903 i 1905, quan Noruega es va separar del Regne de Suècia. Sigurd acabarà la seva vida a Itàlia, on havia crescut en part.
Molt ràpidament, la situació es deteriora: A Ibsen li importa poc el teatre que se suposa que ha de dirigir: es deixa anar i es posa a beure; el trobem de vegades, vagant per la ciutat. Financerament, la seva situació s'està deteriorant; també el del teatre: els ingressos es fonen, els deutes s'acumulen. Incapaç de gestionar una institució així, Ibsen veu augmentar l'oposició a poc a poc. Va ser destituït del seu càrrec de director, però es va mantenir al Teatre Christiana com a assessor. Bàsicament vivia de textos per encàrrec en vers. Després de demanar una beca del govern per a un viatge a Europa, se li va denegar, la qual cosa va anar donant pas a una profunda decepció, reforçada pels seus enemics que li van demanar la seva completa dimissió.
L'any 1862, el Teatre Christiana va haver de tancar les portes. Ibsen, alliberat de les seves funcions com a director, emprèn un viatge a Gudbrandsdal i l'oest de Noruega per recollir elements de llegendes populars nòrdiques. Aquests materials li permeten escriure una peça que pren la forma d'una apologia de la nació: Els pretendents de la Corona (1863). L'èxit d'aquesta peça li permet obtenir una beca, completada pel seu amic Bjørnstjerne Bjørnson: marxa de Noruega cap a Itàlia; no tornarà al seu país fins al 1891.

### 1864-1891 - Reconeixement internacional
Ibsen marxa a Roma on s'instal·la, després d'estades a Copenhaguen, durant quatre anys. Va ser allà on va escriure, el 1865, un drama en vers molt àcid contra els notables: Brand. Trencant amb el lirisme nacional a la glòria de Noruega, aquest text apareix com un primer pas cap al realisme social. L'obra va ser tot un èxit i va despertar un gran interès. El Storting, el Parlament noruec, decideix concedir-li una beca anual d'escriptor, una pensió vitalícia. Publicà l'any següent Peer Gynt que és especialment aclamat a Noruega i que inspirarà al compositor Edvard Grieg.
El 1868 Ibsen va marxar de Roma cap a Dresden, on es va establir durant gairebé set anys; va escriure Emperador i Galileu el 1873, una obra que va passar força desapercebuda quan es va publicar.
El 1874 Ibsen va marxar a Múnic, on va viure fins al 1878. Va ser en aquesta ciutat on va escriure l'any 1877 Els pilars de la societat, una obra que va constituir un autèntic punt d'inflexió en l'obra del dramaturg, amb l'obertura d'un cicle centrat en la crítica social, marcat pel realisme de les descripcions i l'ús. de prosa. "El drama ibsenià s'assembla una mica a la tragèdia grega, que es torna més democràtica i que colpeja la família burgesa", escriu el filòsof belga Michel Meyer.
Tornat a Roma –durant set anys– el 1878, Henrik Ibsen va continuar en la mateixa línia, amb la publicació del drama social Casa de nines, publicat el 1879. L'obra, per la seva innovadora i escandalosa caiguda, aconsegueix un èxit internacional. La seva fama és tal que les seves obres s'escenifiquen a poc a poc a totes les capitals d'Europa. Dos anys més tard, la seva obra Les Revents va ser objecte de dures crítiques que van augmentar encara més la seva aura.; hi aborda temes tempestuosos, com les malalties venèries, l'incest i l'eutanàsia.
Entre el 1882 i el 1890 va publicar cinc obres que el van situar definitivament entre els més grans dramaturgs del seu temps.: An Enemy of the People (1882), una sàtira dels ideals petitburgesos, The Wild Duck (1884), que il·lustra el seu creixent relativisme, Rosmersholm (1886), The Lady from the Sea (1888), en què el folklore popular es porta servei lleuger d'una anàlisi psicològica dels personatges, i Hedda Gabler (1890). Aquestes tres últimes obres es van escriure a Múnic, on Ibsen va romandre entre 1885 i 1891.

### 1891-1906 - Retorn triomfal a Noruega i darrers anys
Va tornar a Noruega el 1891, després de vint-i-set anys d'absència, com a autor conegut internacionalment. Instal·lat a Christiania, on va romandre fins al final de la seva vida, va continuar escrivint obres de teatre, que van tenir el mateix èxit: Solness el constructor (1892), Little Eyolf (1893), John Gabriel Borkman (1896) i When We Rise from the Dead (1899). Aquesta darrera peça es considera el testament literari d'Ibsen, a causa de la llarga reflexió de l'heroi principal sobre la seva obra
El seu 70 aniversari, el 1898, és l'ocasió de les festes nacionals a Oslo, Copenhaguen i Estocolm en particular. Aquest aniversari és objecte de celebracions gairebé arreu d'Europa. Les seves obres completes es publiquen i es representen les seves obres a tots els grans teatres.

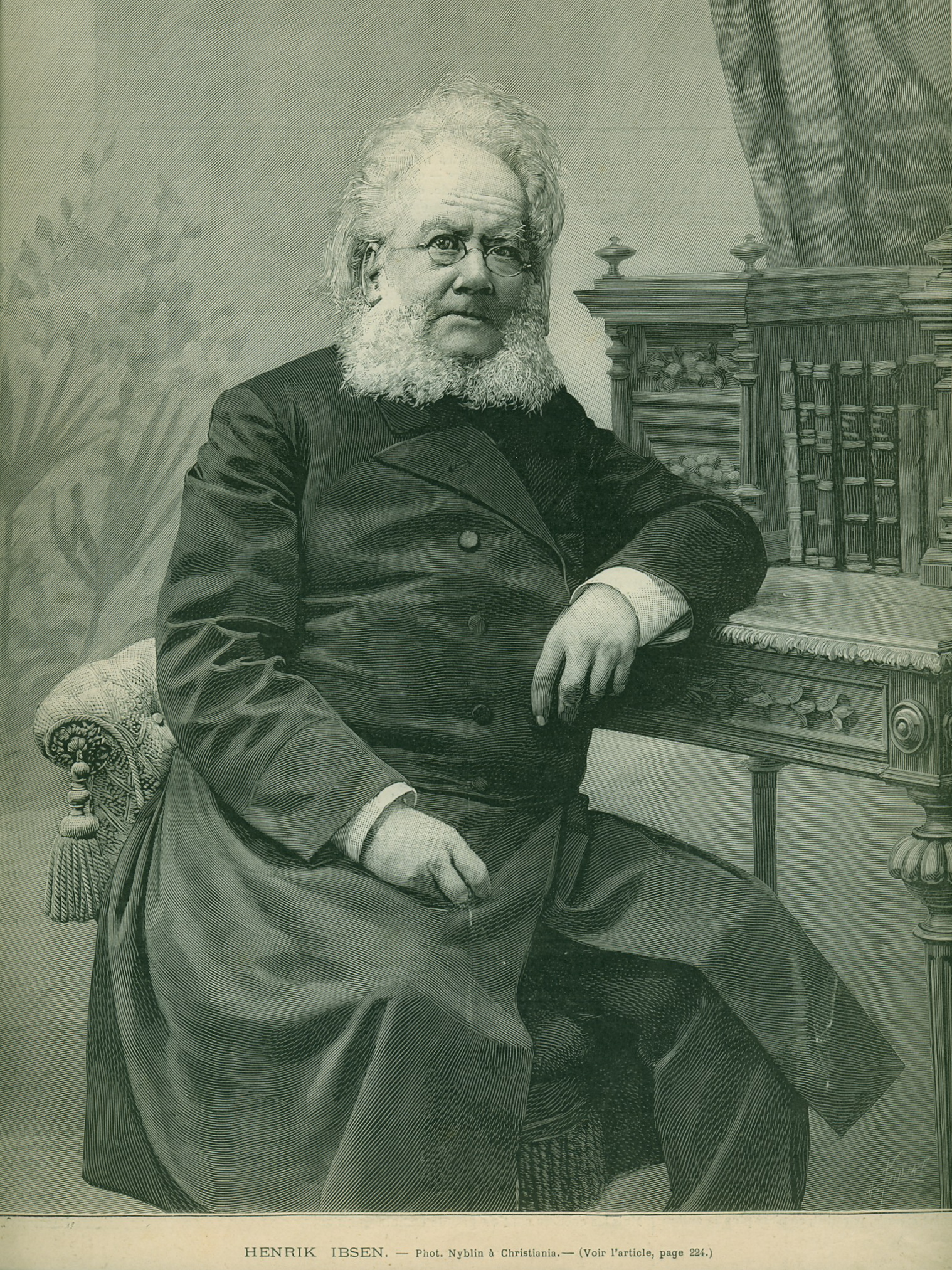
Henrik Ibsen en el seu 70 aniversari el 1898

El 1900, va patir un ictus, que el va deixar sense poder escriure fins a la seva mort el 23 de maig de 1906. Un telegrama rebut pel Berliner Lokal-Anzeiger, el novembre de 1905, relata que, segons el seu metge, «l'escriptor, tot i estar cada cop més debilitat durant els últims sis mesos, tanmateix es lleva diverses hores al dia, passa a la seva biblioteca i conversa amb els éssers estimats sobre els esdeveniments de la vida quotidiana, entre els quals, en aquell moment, l'arribada del rei a Christiania », els seus únics interlocutors, durant un any, són només la seva dona, el seu fill, el seu metge i la seva infermera.

## Obra

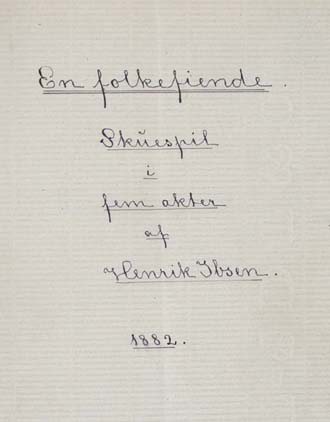
Portada original de l'obra Un enemic del poble

- John Gabriel Borkman de Henrik Ibsen, traducció catalana publicada a Barcelona l'any 1904 dins la Biblioteca Popular de L'Avenç Catilina (Catilina,1848-1850)

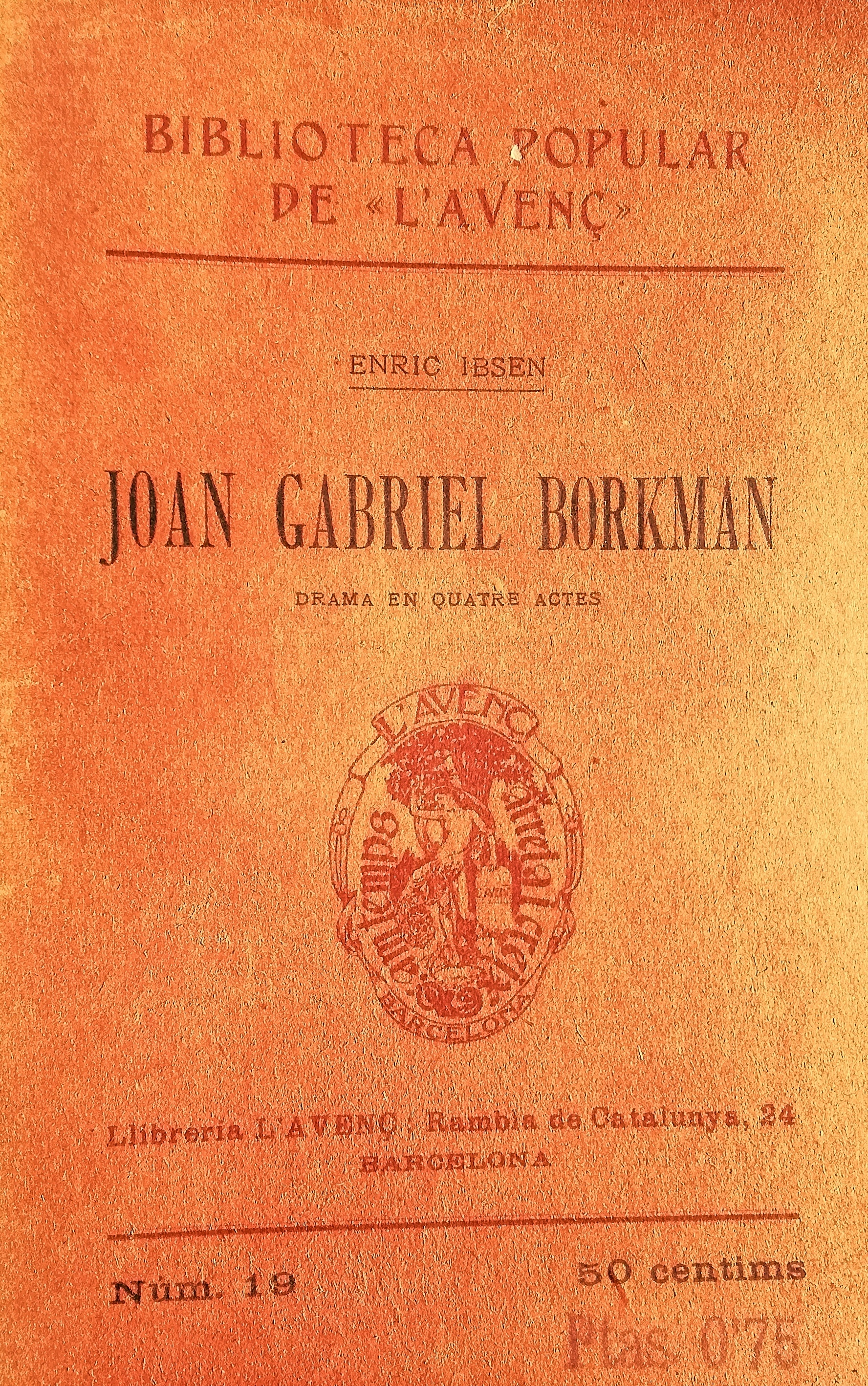
John Gabriel Borkman de Henrik Ibsen, traducció catalana publicada a Barcelona l'any 1904 dins la Biblioteca Popular de L'Avenç

- El túmul del guerrer (Kjæmpehøjen, 1850)
- Norma (Norma, 1851)
- La nit de Sant Joan (Sancthansnatten, 1853)
- La senyora Inge d'Østraat (Fru Inger til Østeraad, 1854)
- La festa de Solhaug (Gildet paa Solhaug, 1855), drama al qual posà música Joseph August Gläser
- Olaf Liljehrans (Olaf Liljehrans, 1856)
- Els guerrers d'Helgoland (Hærmændene paa Helgeland, 1857)
- La comèdia de l'amor (Kjærlighedens Komedie, 1862)
- Els pretendents de la corona (Kongs-Emnerne, 1863)
- Brand (Brand, 1866)
- Peer Gynt (Peer Gynt, 1867)
- La unió dels joves (De unges Forbund, 1869)
- Emperador i Galileu (Kejser og Galilæer, 1873)
- Els pilars de la societat (Samfundets støtter, 1877)
- Casa de nines (Et dukkehjem, 1879)
- Espectres (Gengangere, 1881)
- Un enemic del poble (En Folkefiende, 1882)
- L'ànec salvatge (Vildanden, 1884)
- Rosmersholm (Rosmersholm, 1886)
- La dama de la mar (Fruen fra havet, 1888)
- Hedda Gabler (Hedda Gabler, 1890)
- Solness, el constructor (Bygmester Solness, 1892)
- El petit Eyolf (Lille Eyolf, 1894)
- John Gabriel Borkman (John Gabriel Borkman, 1896)

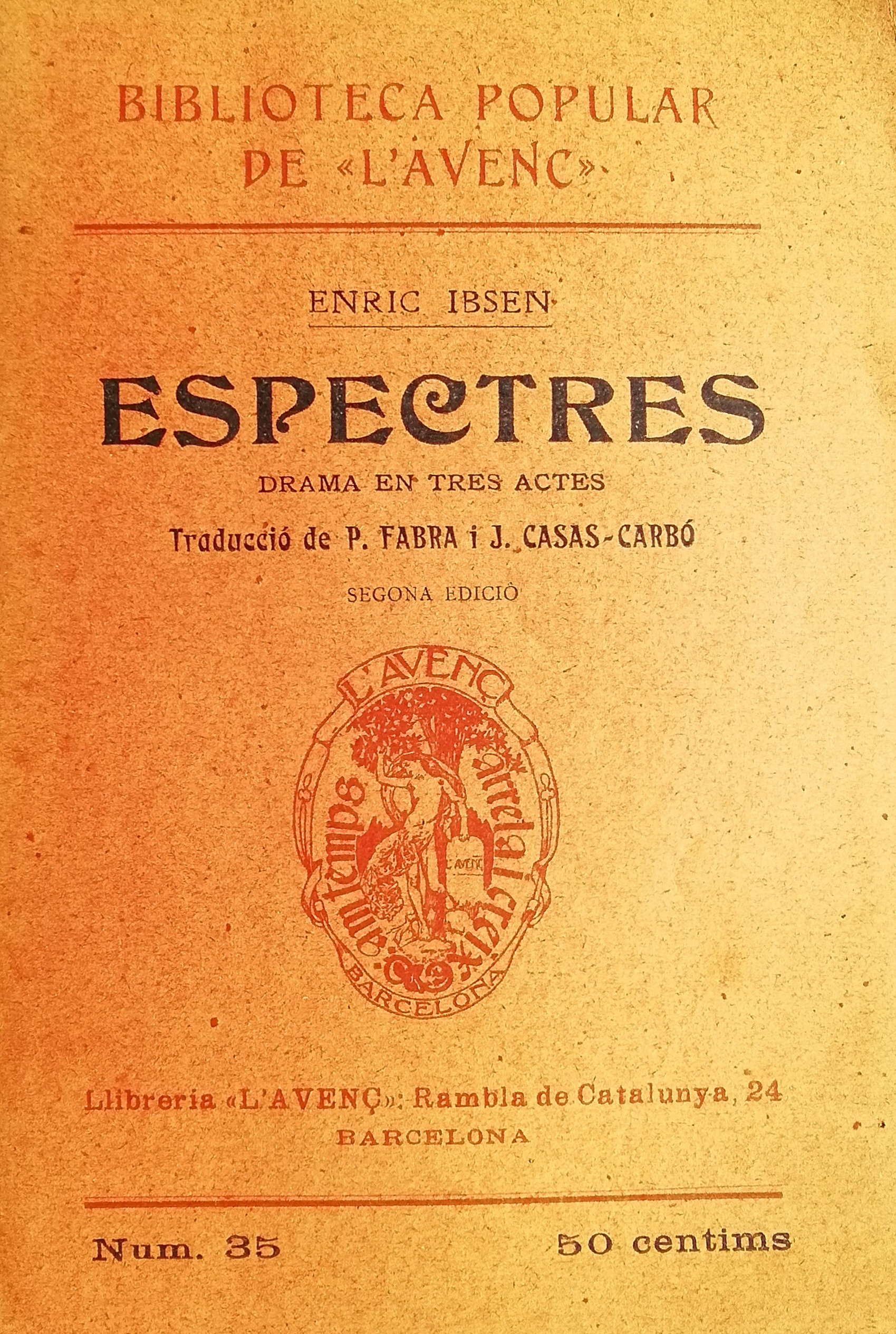
Gengangere (Espectres) de Henrik Ibsen en la traducció catalana publicada a Barcelona l'any 1910, segona edició.

- Gengangere (Espectres) de Henrik Ibsen en la traducció catalana publicada a Barcelona l'any 1910, segona edició. Quan despertem d'entre els morts (Når vi døde vågner, 1899)

## Traduccions al català
A principis del segle passat, Ibsen generà un gran interès en alguns autors catalans. Arran d'això, se'n feren traduccions d'algunes de les seves peces més emblemàtiques:
- Espectres (Gjengangere, 1881). Drama de família en tres actes. Traducció de Pompeu Fabra i Joaquim Casas-Carbó. 1893.
- Quan ens despertarem d'entre els morts (Når vi døde vågner, 1899). Drama en tres actes. A l'edició no hi consta el traductor. 1901.
- Joan Gabriel Borkmann (John Gabriel Borkmann, 1896). Drama en 4 actes. Traducció de Josep Roca Cupull. 1904.
- Romersholm (Romersholm, 1886). Drama en 4 actes. Traducció de Felip Cortiella. 1905.
- Un enemic del poble (En Folkefiende, 1882). Drama en cinc actes. Arranjament a l'escena catòlica d'A. B. (Lluís Viladot). 1908.
- Nora, casa de nines (Et dukkehjem, 1879). Comèdia dramàtica en tres actes. Traducció de Josep Maria Jordà. 1912.
- Peer Gynt (Peer Gynt, 1867). Traducció de Ventura Gassol i Joan Puig i Ferreter. 1936.

A partir de 1975, es tornen a succeir les traduccions en català de l'obra d'Ibsen.
- La dama del mar. Traducció de Rodolf Sirera. 1982.
- Hedda Gabler. Traducció de Feliu Formosa. 1985.
- Un enemic del poble. Traducció de Jem Cabanes. 1985.
- Espectres. Traducció de Feliu Formosa. 1989.
- Casa de nines. Traducció de Feliu Formosa i Carolina Moreno. 2004